# Sagina procumbens
Espèce
Classification phylogénétique
La Sagine couchée (Sagina procumbens) est une plante vivace du genre Sagina et de la famille des Caryophyllaceae. Cette espèce est assez répandue sur l'ensemble de l'hémisphère nord. Elle forme un tapis dense et est typique des interstices des rues pavées (Groupement Saginion procumbensis).

## Description

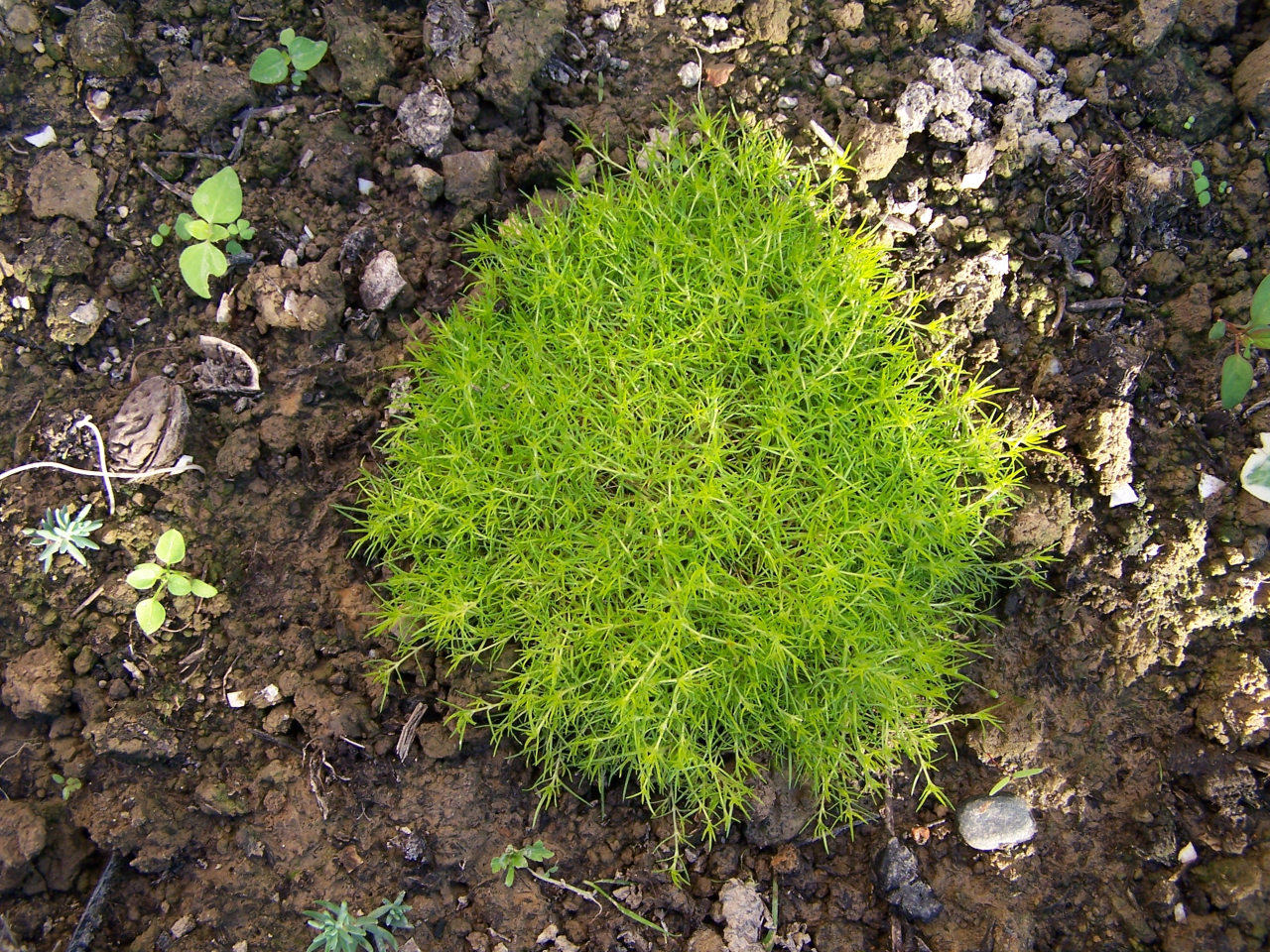
Sagina procumbens

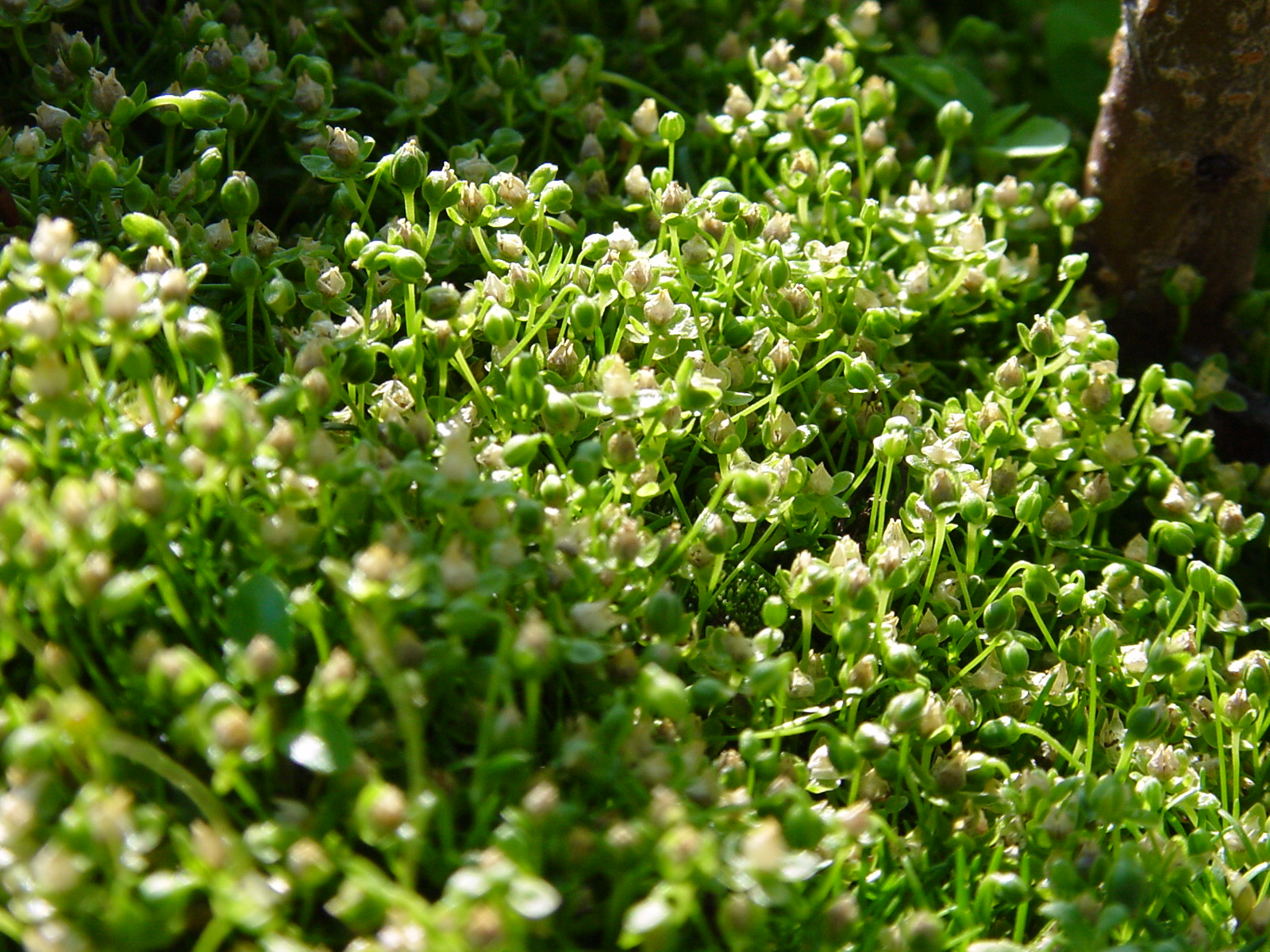
Sagina procumbens

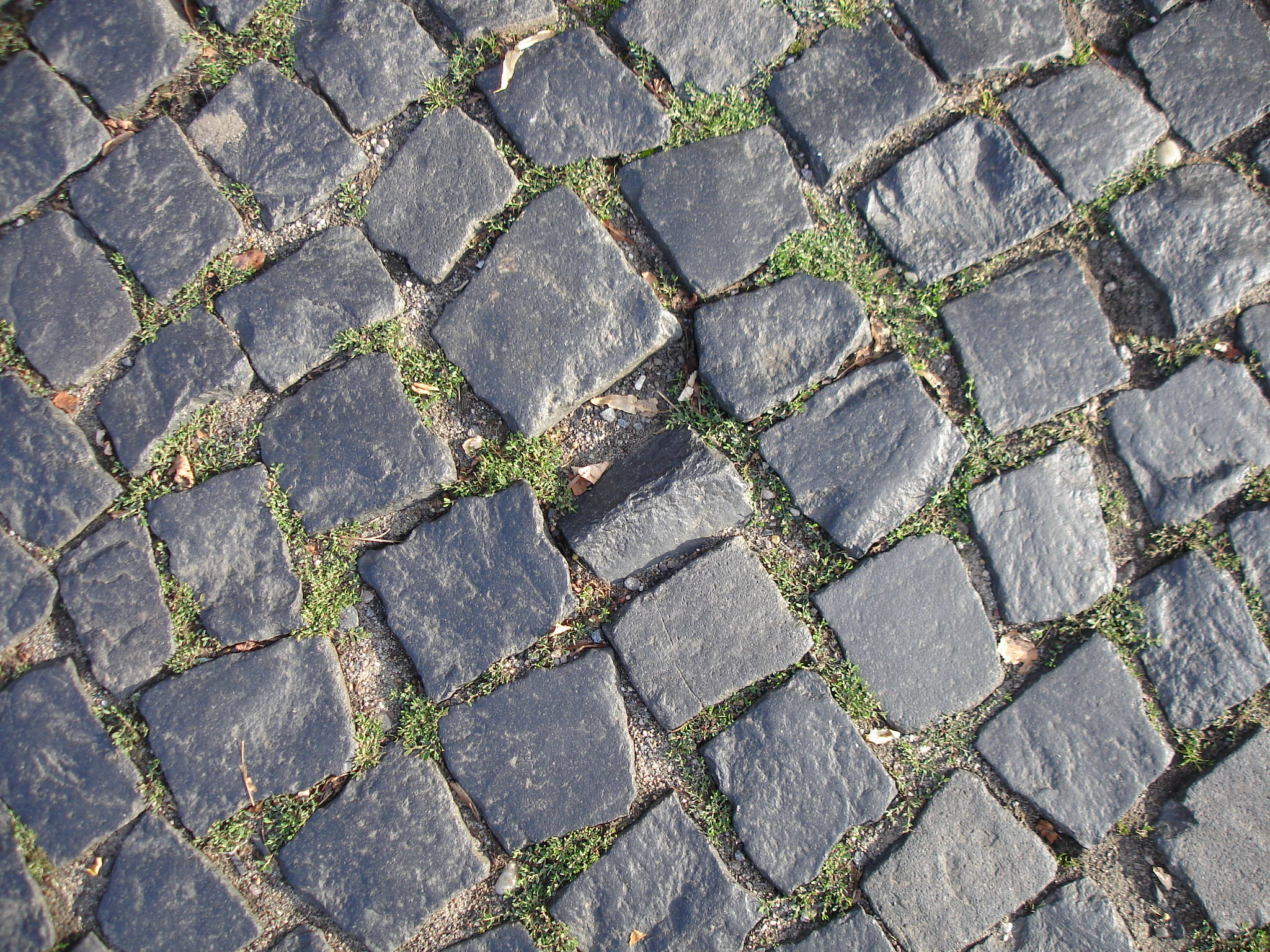
Groupement phytosociologique Saginion procumbentis dans une rue pavée, on aperçoit Polygonum aviculare, Sagina procumbens et Poa annua

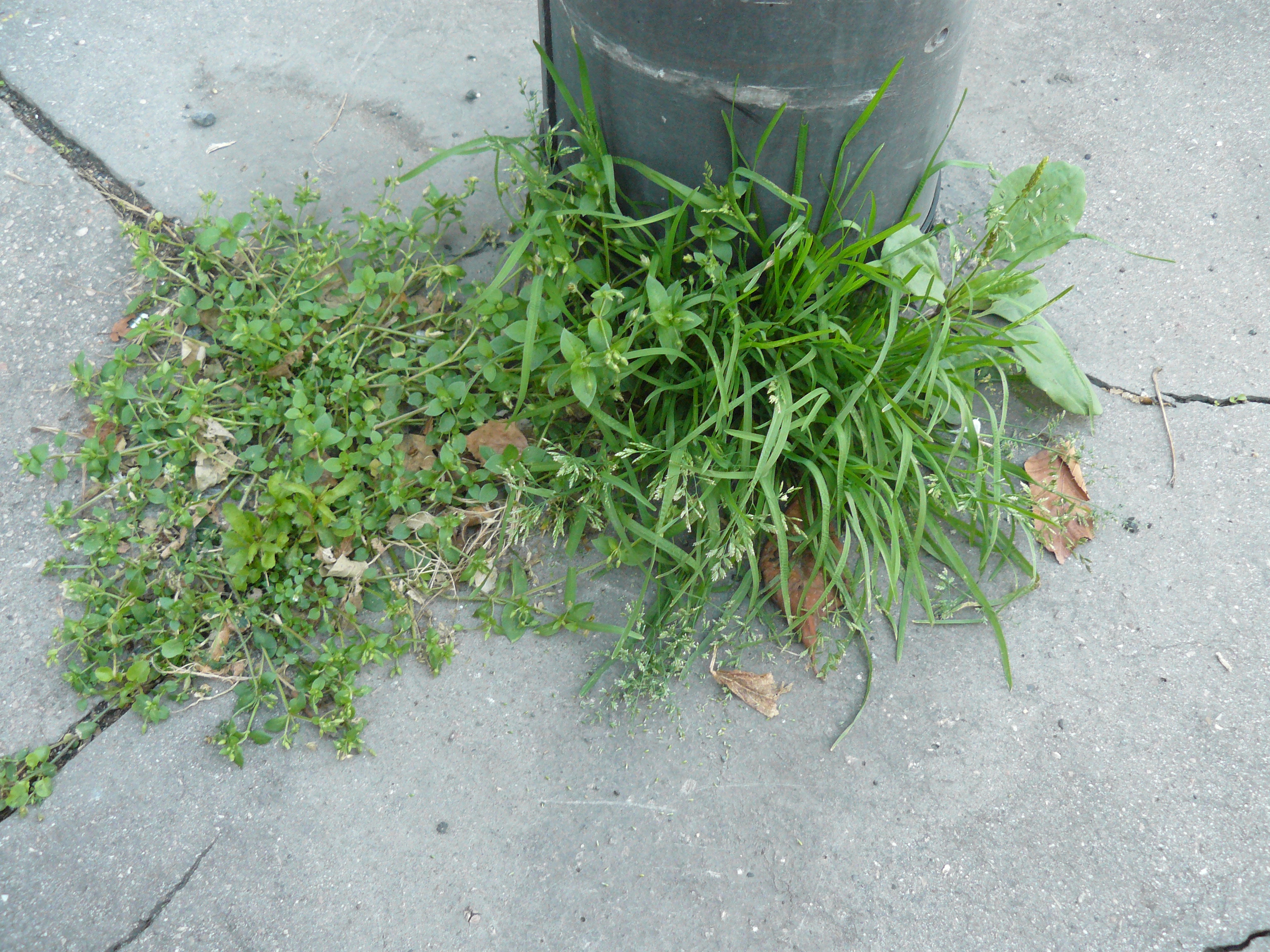
Groupement phytosociologique Saginion procumbentis dans une rue. Moins piétiné, il a pu se développer. On aperçoit Stellaria media, Plantago major et Poa annua

Plante vivace ou pérennante glabre, Sagina procumbens forme des tapis gazonnant atteignant 2 et 5 cm de haut. Sa racine est pivotante. Ses tiges longues de 3-10 cm sont couchées et radicantes à la base. Elles naissent à l'aisselle des feuilles d'une rosette centrale, ces feuilles étant linéaires, aristées, légèrement épineuse sur les bords du limbe et glabres. Les fleurs verdâtres ont un pédoncule glabre peu développé et courbé au sommet après la floraison, à la fin redressé. La fleur de 5 mm de diamètre est formée de 4 sépales, ovales, tous obtus, étalés en croix à maturité et de 4 pétales, ovales, de moitié plus courts que les sépales ou nuls. Le centre de la fleur est orné de 4 étamines et de 4 styles. Le fruit est une capsule à 4 valves, ovale et penchée.
Sagina procumbens se distingue des autres Sagina par sa formule florale en 4 (4 pétales, 4 sépales, 4 étamines, 4 styles, et 4 valves au fruit), par son port couché ainsi que par la courbe du pédoncule.
Bien que petites, les fleurs produisent du nectar permettant la pollinisation par les insectes et principalement les mouches. Cette espèce pratique également l'autopollinisation. Ses graines, d'une longue durée de vie, se dispersent par l'intermédiaire du vent. D'autre part son expansion végétative se fait par ses stolons.

## Écologie
La Sagine couchée se développe jusqu'à 700m d'altitude en Europe, en Asie occidentale jusqu'à l'Inde, en Afrique du Nord ainsi qu'en Amérique du Nord et centrale. En France, elle est présente sur tout le territoire métropolitain ainsi qu'en Corse.
Sagina procumbens affectionne généralement les lieux frais et rochers humides des terrains siliceux. Armée de sa racine pivotante et relativement insensible aux contraintes mécaniques, c'est une espèce pionnière sur les sables, les dalles gréseuses et l'argile. Adventice de culture courante, c'est une bio-indicatrice assez fiable des terrains humides ou compactés assez riches en nitrates.

### Saginion procumbensis
Mais son groupement de prédilection reste le Saginion procumbensis, auquel elle a donné son nom. Son biotope se caractérise par des fissures souvent emplies de terre tassée, plus ou moins enrichie en nitrate et partiellement ombragées. Il se situe dans les rues assez fréquentées, pavées ou même bitumées, les cours d'immeubles ou les interstices des socles de statues. Il est le seul groupement phanérogame à se maintenir dans certaines rues très fréquentées de Paris. Sagina procumbens forme avec la mousse Bryum argenteum le syntaxon Bryo-Saginetum procumbentis que l'on retrouve typiquement dans les interstices des pavés. On retrouve également dans ce groupement Plantago major, Poa annua, ou encore Polycarpon tetraphyllum. En sol plus humide, se développeront de grandes Hépathiques à thalle (notamment certaines Marchantia). A contrario, en sol plus sec et moins fréquenté, apparaitront d'autres espèces telles que Polygonum aviculare ou Stellaria media.

### Plante envahissante
En 1998, de nombreux pieds de Sagina procumbens ont été découverts sur l'île de Gough en plein milieu de l'Atlantique Sud. Vu l'isolement de l'île et son statut protégé, il est probable que les graines ont été introduites par les chaussures ou vêtements des rares visiteurs. Sans contrôle, la plante va probablement modifier l'écosystème des hautes terres de l’île, comme elle l’a déjà fait sur l'archipel du Prince-Édouard, où elle a progressé à une vitesse de 100 à 300 m par an et où elle est désormais considérée comme hors de contrôle . Des programmes d’éradication ont été lancés sur l’île de Gough mais demanderont des années d'effort, notamment en raison du terrain abrupt, souvent des falaises .

## Mythes et magies
Selon diverses traditions folkloriques, plusieurs légendes sont associées à cette plante. La Sagine couchée protégerait contre les puissances des ténèbres. Cette efficacité a été attribuée au fait qu'il s'agissait de la première plante sur laquelle Jésus aurait posé le pied après sa résurrection. Après avoir été bénie par le Christ, elle passe pour chasser les esprits en Écosse . Selon une tradition écossaise, elle aurait aussi été bénie par Sainte-Brigitte d'Irlande et Saint-Colomba .
Une touffe de Sagine accrochée au linteau d'une porte protégerait des fantômes,. Accrochée aux cornes des taureaux, elle les protégerait des maladies et cette protection s'étendrait aux veaux qu'ils généreront. Et si des vaches broutent la sagine, la même protection s'attache au lait et à ceux qui boivent ce lait. Toujours selon cette tradition, une jeune fille qui boit une tisane de sagine attirera l'homme qu'elle désire. Et si elle l'embrasse en suçant un brin de sagine, l'homme sera attaché à elle pour toujours .

## Sous-espèces
- Sagina procumbens subsp procumbens : il s'agit de la sous-espèce type et la plus courante
- Sagina procumbens subsp litoralis Rchb. : la plus halophile d'entre toutes, et dont les feuilles sont épaisses.
- Sagina procumbens subsp muscosa (Jord.) Nyman : feuilles fines et tige couverte de glandes